# Pirayiri
Pirayiri es una ciudad censal situada en el distrito de Palakkad en el estado de Kerala (India). Su población es de 41359 habitantes (2011). Se encuentra a 3 km de Palakkad y a 61 km de Thrissur.

## Demografía
Según el censo de 2011 la población de Pirayiri era de 41359 habitantes, de los cuales 20265 eran hombres y 21094 eran mujeres. Pirayiri tiene una tasa media de alfabetización del 91,23%, inferior a la media estatal del 94%. la alfabetización masculina es del 94,74%, y la alfabetización femenina del 87,90%.